# Caro de Boesi
José Antonio Caro de Boesi (14 de noviembre de 1756 o 1758, Caracas, Venezuela - 16 de octubre de 1814, Cumaná, Venezuela) fue un músico venezolano. Su fecha de nacimiento no ha sido establecida.

## Carrera
Músico de ascendencia africana siguió una carrera exitosa en Venezuela. Al igual que Brasil, la sociedad colonial en Venezuela se dividió en los blancos (en este caso ascendencia española), la gente de mixtos afro-europeos de descenso, los esclavos y los indios. 
Durante la segunda mitad del siglo XVIII un grupo de compositores más importantes de la iglesia-musicales de Venezuela formó alrededor del compositor Juan Manuel Olivares en la Academia de Música.
Como apoyaba la Independencia, tuvo que salir de Caracas tras el fracaso de la Segunda República en la emigración a Oriente de 1814. Fue capturado por fuerzas realistas en Cumaná ese año, y se le obligó formar parte de la orquesta que tocaba durante las matanzas de uno de los macabros bailes de Boves el 16 de octubre de 1814. Fue ejecutado ese mismo día junto a Juan José Landaeta y otros músicos independentistas. 

## Obras
Entre sus obras más destacadas figuran una Misa de Difuntos que data de 1779, un Tantum Ergo de 1781 para cuatro voces, dos violines, bajo, flauta, un oboe y dos trompas, y un gradual de Jueves Santo titulado Cristus Factus est.